# Wilbur Scoville
Wilbur Lincoln Scoville (22 de gener de 1865 – 10 de març de 1942) va ser un farmacèutic nord-americà conegut per la creació de la prova organolèptica de Scoville; actualment conegut com a escala Scoville. Va desenvolupar la prova mentre treballava com a farmacèutic l'any 1912 a l'empresa farmacèutica Parke-Davis per mesurar la picantor d'algunes espècies de bitxo (pebrot picant).
Scoville va nàixer a Bridgeport, Connecticut. Va casar-se amb Cora B. Upham, amb qui tingué dues filles, Amy Augusta i Ruth Upham. Va escriure The Art of Compounding, publicat l'any 1895, del qual es van publicar vuit edicions i que va ser tota una referència en el món de la farmacèutica fins als anys 1960. També va escriure Extract and Perfumes, amb centenars de fórmules. Va treballar com a professor al Massachusetts College of Pharmacy and Health Sciences (Escola de Farmàcia i Ciències de la Salut de Massachusetts). L'any 1912, va inventar la "prova organolèptica de Scoville" mentre treballava com a farmacèutic a l'empresa Parke-Davis per mesurar la picantor d'algunes espècies de bitxo (pebrot picant). La prova es coneix actualment com a escala Scoville.
L'any 1922, Scoville va guanyar el premi Ebert de l'Associació Nord-americana de Farmàcia; i l'any 1929 va rebre la Medalla d'Honor Remington (EUA). També va rebre el doctorat honoris causa de la Universitat de Colúmbia (Nova York) aquell mateix any.
El 22 de gener de 2016 el cercador de Google va publicar un doodle interactiu en honor de Scoville.